# Mahieddine Khalef
Mahieddine Khalef (in arabo محيي الدين خالف‎?; Mechra Bel Ksiri, 7 gennaio 1944 – Algeri, 10 dicembre 2024) è stato un allenatore di calcio algerino.

## Carriera
Guidò la Nazionale algerina ai Giochi Olimpici del 1980 ed ai Mondiali 1982 insieme a Rachid Mekhloufi.